# Verrucaria helsingiensis
Verrucaria helsingiensis är en lavart som beskrevs av Edvard(Edward) August Vainio. Verrucaria helsingiensis ingår i släktet Verrucaria, och familjen Verrucariaceae. Enligt den finländska rödlistan är arten starkt hotad i Finland. Arten är reproducerande i Sverige. Artens livsmiljö är byggnader.